# Os três homenzinhos na floresta
Os três homenzinhos na floresta (em alemão: Die drei Männlein im Walde) é um conto de fadas alemão compilado pelos Irmãos Grimm. É o conto número 13 (KHM 13). A história foi incluída por Andrew Lang em O Livro Vermelho das Fadas sob o título "The Three Dwarfs" ("Os Três Anões"). Aqui temos de novo os temas recorrentes da madrasta má e da plebeia que se casa com o rei. A história enquadra-se no Tipo 403 do Sistema Aarne-Thompson-Uther de classificação de contos folclóricos (a noiva legítima e ilegítima), com um episódio do Tipo 480 (a menina boa e a má).

## Origem
A fonte foi Dortchen Wild (1795–1867), amiga e futura esposa de Wilhelm Grimm. A segunda edição foi expandida com material fornecido pela contadora de histórias Dorothea Viehmann (1755–1815) e por Amalie Hassenpflug (1800–1871). A história parece ser influenciada pela variante "Les Fées" ("As Fadas") de Charles Perrault.

## História
Uma viúva com uma filha propõe casamento a um viúvo também com uma filha. Ela promete que tratará bem a enteada mas, como em todo conto de fadas de madrasta, passa a maltratá-la, pois a odeia por ser mais bonita do que sua filha natural. Num dia de inverno exige que a enteada saia em busca de morangos, sabendo ser impossível, já que tudo está coberto de neve. A menina parte em sua missão e vai dar numa casa na floresta habitada por três homenzinhos. Mostra-se gentil para com eles e, em retribuição, eles fornecem os morangos e ao final concedem três dádivas: ela ficará cada dia mais bonita, ouro cairá da boca sempre que falar, e um dia se casará com um rei. A irmã, invejosa, resolve tentar também a sorte, mas é grosseira com os homenzinhos e eles rogam três pragas: ela ficará cada dia mais feia, sapos cairão da boca sempre que falar, e terá uma morte horrível. Num dia gélido a madrasta obrigou a enteada a sair com um machado para abrir um buraco no gelo e enxaguar uns fios. O rei que por ali passava se compadece e, deslumbrado por sua beleza, propõe casar-se com ela. Leva-a ao palácio real, casam-se e ela tem um bebê. A madrasta fica sabendo e, com a filha, insinua-se no palácio, atira a rainha pela janela e a substitui pela filha. A rainha, em forma de pato, aparece para o ajudante de cozinha, o estratagema da madrasta é revelado, ela e a filha são condenadas a uma morte cruel e o rei recupera sua legítima rainha.